# Iskandar Khatloni
Iskandar Khatloni (outubro de 1954 - 21 de setembro de 2000) foi um jornalista do Tajiquistão que trabalhou para a Radio Free Europe.
Foi assassinado em Moscovo, capital da Rússia, quando cobria a Segunda Guerra na Chechênia.